# Међу својима
Међу својима је тужна песма (елегија) Владислава Петковића Диса, написана 1916. године.

## Друштвени контекст
Владислав Петковић Дис је за време Првог светског рата, заједно са осталим српским војницима, пребачен преко Албаније. Доспео је на острво Крф, а одатле је лађом отпловио у Француску. У то време је настала ова песма. Приликом повратка у домовину 1917. године, лађа у којој се Дис налазио била је торпедована и он је погинуо.

## Анализа песме
Песма је испевана у шест строфа и то су дванаестерци у катренима.
Песма почиње стиховима „У мом срцу поноћ“, што упућује на тешко душевно стање песника. Тај песимизам разбија мисао о вољеној жени и завичају. У првој строфи жена је представљена кроз метафоре звезда, мајка, робиња.
У другој строфи се јавља контраст између пролећа и рата. Песник покушава да замисли уобичајен дан своје супруге у ратом захваћеној Србији. Она је за њега дивна зора, јер је посвећена њиховој деци и егзистенцији. Деца невиним питањима поткрепљују већ тешко душевно стање своје мајке („Мама зашто плачеш? Јел писао тата?“). Мајка своје емоције не може да задржи и оне прерастају у болни јецај. Њене емоције бивају прекинуте снажним експлозијама, које је песник исказао поређењем.
„Напољу је видно, као пред свитање
Ко да ће се дићи гробови и људи.“
У последњој строфи песник говори о духовној снази своје супруге и она је за њега његов сјајни живот:
„Лице ти се ведри: то душа светиње
Љуби твоје чело, мој сјајни животе.“